# Christian Bock (Hörspielautor)
Carl Christian Bock (* 30. Dezember 1906 in Rejsby, Nordschleswig, heute Dänemark; † Anfang August 1975 in Hamburg) war ein deutscher Autor von Hörspielen und Fernsehspielen.

## Leben und Karriere
Carl Christian Bock war der Sohn des Pastors Andreas Bock und der Louise Bock, geborene Dührkop. Er arbeitete nach einem Studium der Philosophie und des Journalismus unter anderem im Feuilleton der Vossischen Zeitung, bevor er 1930 freier Autor wurde. 1938/39 war er Dramaturg bei der Tobis. Mehrere seiner Hörspiele wurden später zu Drehbüchern umgearbeitet. Bei der Tobis lernte er Herbert Reinecker kennen, der dort 1940 einen Kurs für Drehbuchautoren besuchte. Sie wurden Freunde und verfassten schließlich gemeinsam ein Drehbuch. Christian Bock schrieb neben Hörspielen später auch Fernsehspiele.
Bock lebte nach dem Krieg in Hamburg, dort verstarb er im August 1975 auch.

## Hörspiele (Auswahl)
- Du kannst mir viel erzählen. Hörspiel. Regie: Ulrich Erfurth. Prod.: NWDR, 1949.
- Am Rande der Zukunft. Science Fiction-Hörspiel. Prod.: HR, 1958.[4]
- Klavier zu verkaufen. Regie: Peter Hamel. SDR, 1960[5]

## Filmografie (Auswahl)
- 1939: Der Mann mit dem Plan
- 1952: Vater braucht eine Frau
- 1954: Der Teufel fährt in der 3. Klasse (Fernsehspiel)
- 1954: Klavier zu verkaufen (Fernsehspiel)
- 1960: Zwei alte Damen feuern (Fernsehspiel)
- 1962: Ein später Gast (Fernsehspiel)